# ブランドン・メヘレ
ブランドン・メヘレ（オランダ語: Brandon Mechele、1993年1月28日 - ）は、ベルギーのサッカー選手。ベルギー代表。ポジションはDF。

## クラブ歴
クラブ・ブルッヘの下部組織出身で2013年にトップチームに昇格した。同年5月5日の試合でビクトル・バスケスに代わって投入され、トップチーム初出場。2017年の冬から夏にかけてはシント＝トロイデンVVに期限付き移籍した。

## 代表歴
U-21代表として第43回トゥーロン国際大会に参加した。
A代表初招集は2018年10月であった。しかしこの時は出場が無く、代表初出場は2019年10月13日に行われたUEFA EURO 2020予選・グループIのカザフスタン代表戦となり、この試合で後半アディショナルタイムにトーマス・フェルメーレンに代わっての投入であった。